# Кассовиц, Макс
Макс Кассовиц (также Кассовитц, Кассович, нем. Max Kassowitz; 1842—1913) — австрийский педиатр, основатель Kinderkrankeninstitut — первого специализированного Института детских болезней в Вене.

## Биография
Из еврейской семьи. Учился в Вене, где в 1863 году защитил докторскую диссертацию. В течение многих лет был ассистентом у Л. Политцера. С 1885 года приват-доцент детских болезней, с 1891 профессор детских болезней. Специалист, главным образом, по лечению сифилиса и рахита. Имя Кассовица связано с одним из характерных эпизодов в истории научных случайностей: полагая, что наилучшим средством лечения рахита является фосфор, он проводил весьма успешную терапию рахита посредством препаратов фосфора, растворенных для лучшей усвояемости в рыбьем жире (который и оказывал в действительности лечебный эффект).

## Сочинения
- «Die Vererbung der Syphilis» (Вена, 1876)
- «Die normale Ossification und die Erkrankungen des Knochensystems bei Rachitis und hereditärer Syphilis. Theil I. Normale Ossification» (Вена, 1881); часть II: «Rachitis» (1882)
- «Die Pathogenese der Rachitis» (1885)
- «Die Phosphorbehandlung der Rachitis» («Zeitschrift für klinische Medicin», 1883)
- «Die Symptome der Rachitis» (Лейпциг, 1886)
- «Vorlesungen über Kinderkrankheiten im Alter der Zahnung» (Вена, 1892; имеется в русском переводе — «Лекции по болезням первого детского возраста», 1894)
- «Allgemeine Biologie. Band I. Aufbau und Zerfall des Protoplasmas. Band II. Vererbung und Entwicklung» (Вена, 1892)

Кассовиц издавал «Beiträge zur Kinderheilkunde aus dem I. öffentlichen Kinderkrankeninstitute in Wien».